# Château de la Chassetière
Le château de la Chassetière est un château situé à Notre-Dame-d'Oé (Indre-et-Loire) et inscrit aux monuments historiques le 6 mars 1947.

## Histoire
Le domaine est successivement la propriété de la famille Brodeau (dont Victor Brodeau), de François Besnard, bourgeois de Tours, et de son épouse Jeanne Tonnereau, de Joseph Aubry, conseiller du roi, lieutenant-général criminel examinateur au bailliage de Tours, de la famille Legras de Sécheval, de Philippe Vallée de Hautmesnil, ingénieur en chef de la généralité de Tours.